# János Vas
János Vas (Dunaújváros, 29 gennaio 1984) è un hockeista su ghiaccio ungherese.